# Chovgan
Chovgan o chovken (persa medio: čaukān o čōkān, persa nuevo: čōgan o čōvgan), es un deporte colectivo con caballos practicado en Asia Occidental, considerado la versión primitiva del moderno juego de polo. Desde tiempos inmemoriales se consideraba un juego practicado por aristócratas, en campos de juego diferenciados y con caballos especialmente entrenados. Hoy en día, se practica chovgan en Azerbaiyán, Irán, Tayikistán y Uzbekistán. En este primer país es considerado deporte nacional.

## Etimología
La palabra çovkan se usaba como sinónimo de «palo» según fuentes azeríes. El nombre del juego hace referencia al nombre de la herramienta utilizada en el juego, un palo de punta curva hecho de madera. Elchin Mukhtar Elkhan escribió que este deporte fue el juego más antiguo jugado en Azerbaiyán entre los siglos IX y XVII, y que su práctica se acompañaba de música, con seis a ocho (incluso más) caballos por equipo, con diferentes colores. El objetivo principal en el juego era acertar a la meta del oponente con un balón. También hay otras denominaciones mencionadas en fuentes bibliográficas antiguas, como kuyiçövkən, çomaq oyunu o çövkənbazi. El profesor Kamran Imanov indica que en azerí moderno, çövkən significa «como un çovqan», y en el Diccionario Explicativo de la Lengua Azerí el significado de esa palabra se define como "juego de pelota con palo curvo a caballo". Señala que la palabra çovagan y el origen turco del juego fue adoptado y ampliamente difundido por otros pueblos túrquicos, dejando rastros, por ejemplo, en las islas turcas.

## Historia
El chovgan se originó a mediados del primer milenio de la era moderna, como un juego de equipos. Fue muy popular en el Medio Oriente, al punto que fragmentos del juego se retrataban periódicamente en miniaturas antiguas, y también se daban descripciones detalladas de partidos y sus reglas del juego en manuscritos que se conservan hasta la actualidad. Sin embargo, los orígenes del juego de polo son oscuros, y han sido reivindicados por Irán, China, India y otros países. Algunos autores dan fechas entre en el siglo V a. C. (o antes) hasta el siglo I d. C. de su aparición entre los medos. Ciertamente, los primeros registros del chovgan son del pueblo medo, un antiguo pueblo iranio, y ya para la época de la dinastía Tang, los registros del deporte estaban bien establecidos en China.

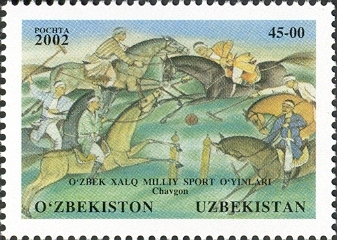
Estampilla conmemorativa del chavgon, emitida por Uzbekistán en 2002

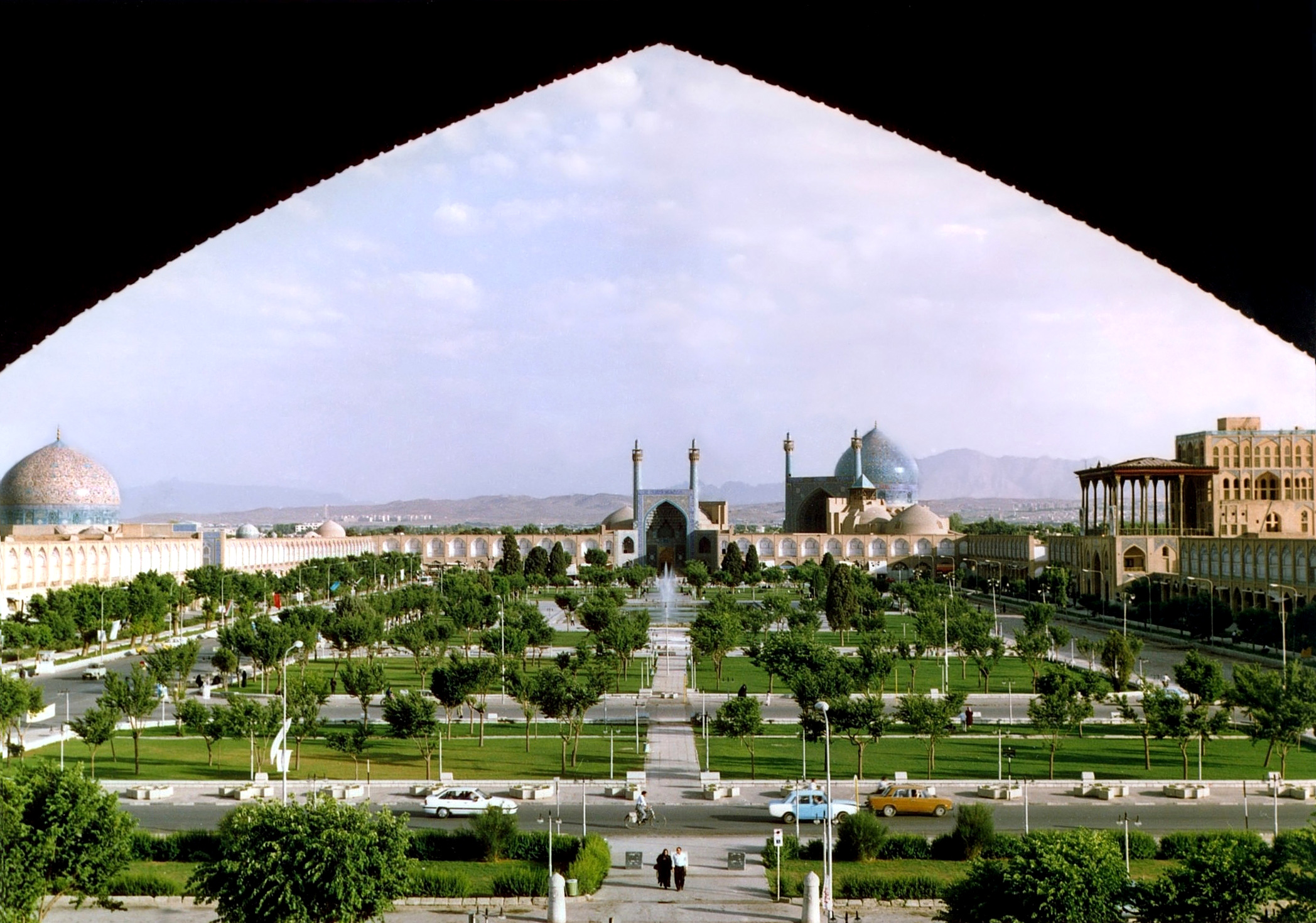
La plaza Naqsh-e Jahan en Isfahán es el sitio de un campo real de chovgan.

El deporte fue al principio un juego de entrenamiento para unidades de caballería, generalmente la guardia del rey u otras tropas de élite. En el tiempo, el chovgan se convirtió en un deporte nacional iraní jugado normalmente por la nobleza. Las mujeres, al igual que los hombres, jugaron el juego, como lo indican las referencias a la reina y sus damas que se enfrentaron con el rey Cosroes II y sus cortesanos en el siglo VI d. C. Ciertamente, la literatura y el arte persas proporcionan los más ricos relatos del chovgan en la antigüedad. Ferdousí, el famoso historiador y poeta iraní, da varios relatos de los torneos reales de chovgan en su epopeya del siglo IX, Shahnameh (el Libro de los Reyes). En ella, Ferdousí idealiza un partido internacional entre la fuerza turania y los seguidores de Siyâvash, un legendario príncipe iraní de los primeros siglos del Imperio; el poeta es elocuente en su elogio de las habilidades de Siyâvash en el campo de chovgan. Ferdousí también cuenta del emperador Sapor II de la dinastía sasánida del siglo IV que aprendió a jugar al deporte cuando tenía solo siete años. La plaza de Naqsh-e Yahán en Isfahán es, de hecho, un gran campo de juego construido por el rey Abás El Grande en el siglo XVII.
Desde Persia, en la época medieval, el polo se extendió a Bizancio (donde lo llamaron tzykanion), y después de las conquistas musulmanas a las dinastías ayubí y mameluca de Egipto y el Levante, cuyas élites lo favorecieron por encima de todos los demás deportes. Sultanes notables como Saladino y Baybars sabían jugarlo y lo fomentaban entre su corte. Más tarde, el chovgan pasó de Persia a otras partes de Asia, incluido el subcontinente indio y China, donde fue muy popular durante la dinastía Tang y frecuentemente representado en pinturas y estatuas. Considerado valioso para entrenar a la caballería, el juego se jugó desde Constantinopla hasta Japón en la Edad Media. Los ingleses tuvieron un gran papel en la distribución y el desarrollo del juego en Europa y en todo el mundo. Así, el chovgan, fue importado desde India a Inglaterra en el siglo XIX, haciéndose más popular e incorporando nuevas reglas que favorecieron la rápida difusión de este juego en Europa y Estados Unidos, adquiriendo su nombre actual polo y fue incluido en el programa de los Juegos Olímpicos de 1900, en París.

## Práctica moderna en Azerbaiyán

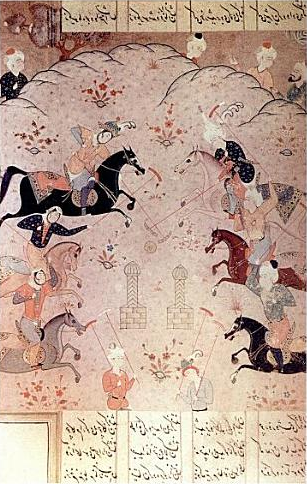
Una miniatura del siglo XVI muestra un juego de chovgan, en la historia de Cosroes y Shirin de Nizamí Ganyaví

En Azerbaiyán, el chovgan (Azerbaiyán: Çövkən) se considera un deporte nacional. Varios grabados antiguos y cerámicas sugieren que el deporte tiene una larga historia allí. Por ejemplo, durante las excavaciones arqueológicas en el área de Oran-Gala se encontró un recipiente con imágenes fragmentadas de un juego de chovgan, lo que sugiere indirectamente que el juego existió durante el siglo XI alrededor de la ciudad de Beylagan. Las menciones del chovgan también aparecen en Cosroes y Shirin, un poema del poeta y pensador persa Nezamí Ganyaví, y en páginas de la épica clásica turca Kitabi Dede Korkut.
Una de las variedades de este juego fue ampliamente cultivada en Azerbaiyán. Aquí dos equipos se esfuerzan por marcar un gol con palos especiales. Las reglas en la edición moderna del juego son las siguientes: dos objetivos con un ancho de 3 metros con áreas semicirculadas con un radio de 6 metros se fijan en un área suficientemente grande. El juego se lleva a cabo con una bola de goma, tejido o cuero. Los palos pueden ser de diferentes formas. En los jinetes azerbaiyanos recuerdan a los bastones (yarlyg) usados por pastores. Hay 6 jinetes en cada equipo, cuatro de los cuales actúan como atacantes y dos como defensores. Estos últimos solo pueden jugar en su mitad del área. No existen arqueros. Los goles se pueden anotar detrás de los límites del área penal. La duración del juego es de 30 minutos en dos períodos. La pelota puede detenerse mientras está en movimiento por cualquier parte del cuerpo del jugador, pero los golpes y pases deben hacerse solo con el palo. Tradicionalmente, los caballos de Karabaj son los preferidos para el juego gracias a su combinación de agilidad y temperamento relativamente tranquilo.
En 1979, un documental llamado Chovgan game, filmado por el cineasta azerbaiyano Jafar Jabbarly, registró las reglas del deporte y su desarrollo histórico. Sin embargo, en general, la era soviética vio una disminución del deporte hasta casi el "olvido" y las dislocaciones del período inmediatamente posterior a la Unión Soviética resultaron difíciles para la cría de caballos. En los últimos años, sin embargo, el deporte se ha recuperado. Desde 2006, Azerbaiyán celebra un torneo nacional en diciembre conocido como «Copa del Presidente» en el Centro de Turismo Ecuestre de la República,  en Dashyuz, cerca de Şəki. El primero de ellos, celebrado del 22 al 25 de diciembre de 2006, enfrentó a equipos de diversas ciudades de Azerbaiyán, incluyendo Şəki, Ağdam, Ağstafa, Balakən, Qax, Qazax, Oğuz y Zaqatala.
En 2013, la práctica del chovgan en la República de Azerbaiyán, fue incluido en la Lista de Patrimonio Cultural Inmaterial de la UNESCO en necesidad de salvaguardias urgentes.